# Șpan

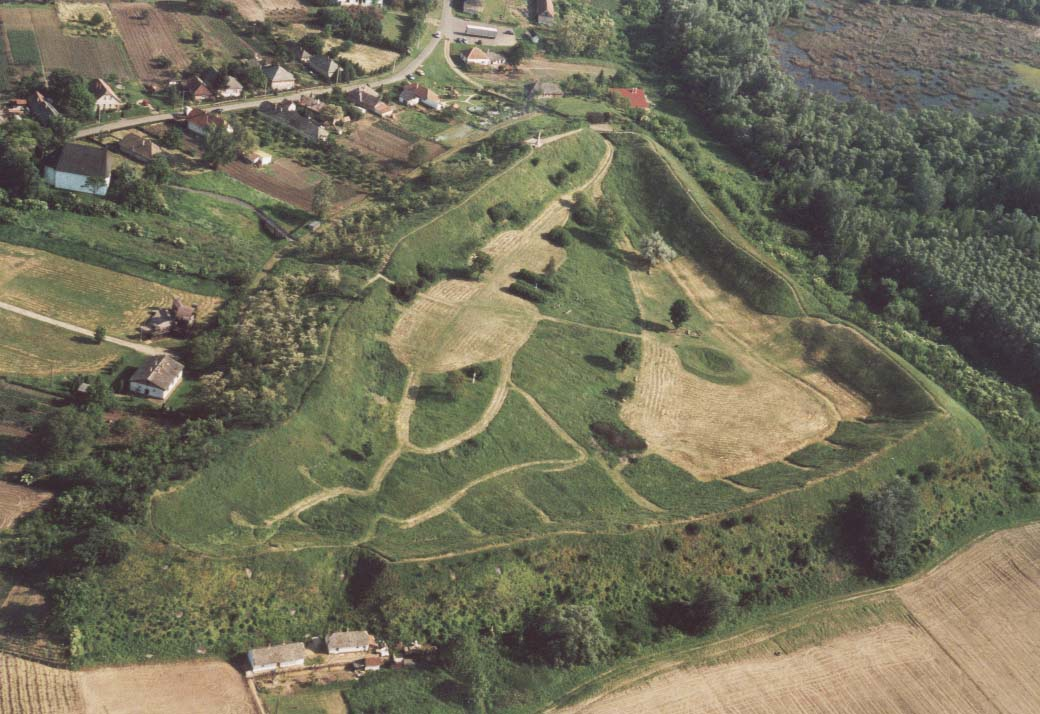
Rămășițele cetății de la Szabolcs

Șpanul  sau comitele (în maghiară ispán, în latină comes or comes parochialis, și în slovacă župan) a fost conducătorul unui district de castel (o cetate și pământurile regale atașate acestuia) în Regatul Ungariei de la începutul secolului al XI-lea. Cei mai mulți dintre ei au fost și șefi ai unităților administrative de bază ale regatului, numite comitate, iar din secolul al XIII-lea, această din urmă funcție a devenit dominantă. Șpanii erau numiți și demiși fie de monarhi, fie de un oficial regal de rang înalt responsabil de administrarea unei unități teritoriale mai mari din regat. Au îndeplinit funcții administrative, judiciare și militare în unul sau mai multe județe.

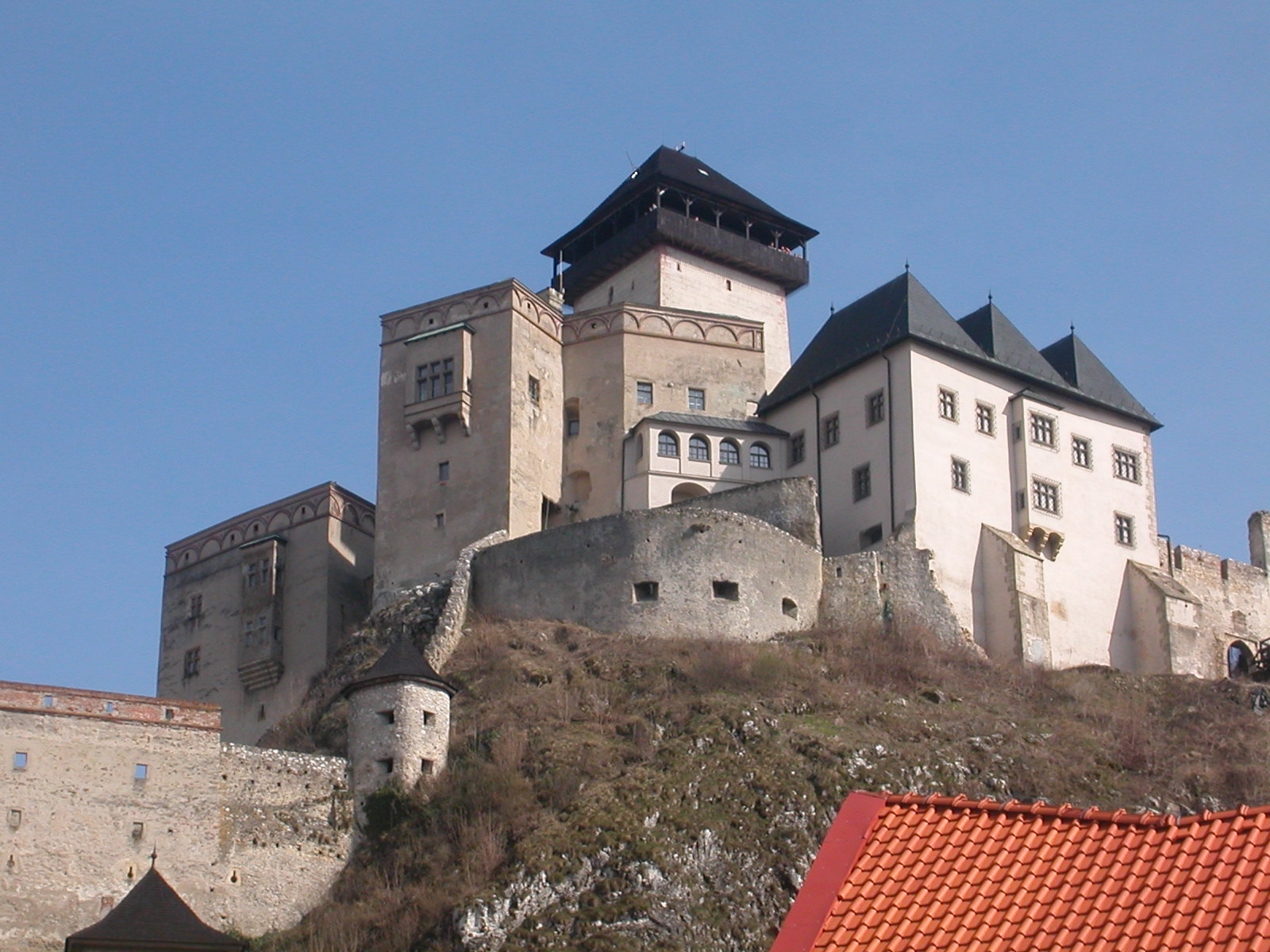
Castelul Trenčín, reședința lui Matei Csák

Șefii de comitate erau adesea reprezentați la nivel local de adjuncții lor, vice-șpani (în maghiară alispán, în latină vicecomes și în slovacă podžupan) din secolul al XIII-lea. Deși vice-șpanii au preluat din ce în ce mai multe funcții de la conducătorii lor, șpanii sau mai bine zis, după noul lor titlu, lord-locotenenții de comitate (în maghiară főispán, în latină supremus comes) au rămas oficialii de frunte ai administrației comitatelor. Șefii a două județe, Pojon și Timiș au fost chiar incluși printre „baronii ținutului”, alături de palatin și alți demnitari. Pe de altă parte, unii dintre acești oficiali de rang înalt și unii dintre prelați au fost șpani din oficiu ai anumitor comitate, inclusiv Esztergom, Alba și Pesta până în secolul al XVIII-lea sau al XIX-lea. Între mijlocul secolului al XV-lea și secolul al XVIII-lea, nu erau lucruri neobișnuite. Un alt tip era cel de șpanate perpetue și anume grupul de comitate în care funcția de șpan era ereditară în familiile nobiliare.

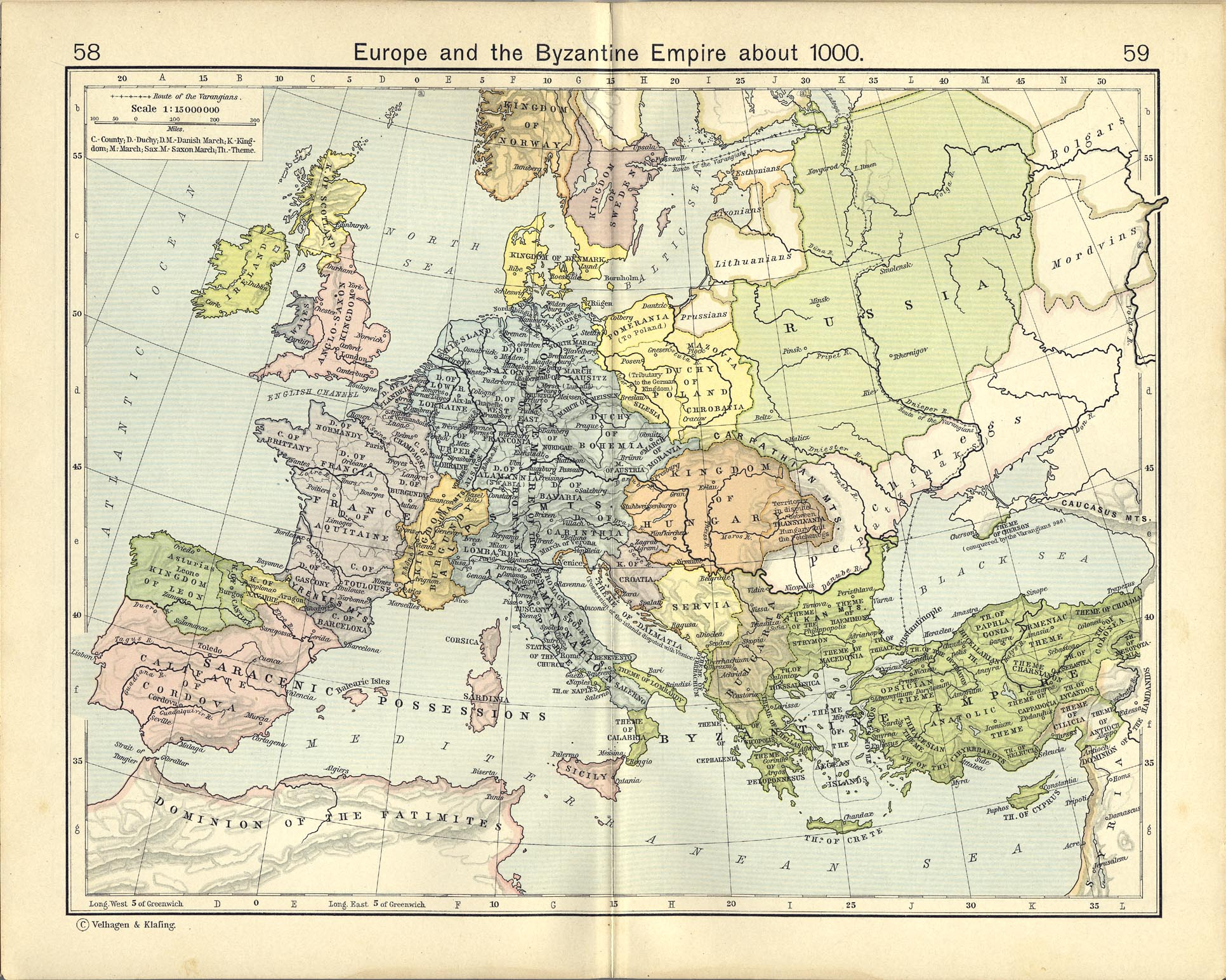
Regatul Ungariei în Europa medievală (c. 1000)

Alegerea vice-șpanilor de către adunarea comitatelor a fost adoptată în 1723, deși nobilii nu puteau alege decât dintre patru candidați prezentați de lord-locotenent. În urma Compromisului Austro-Ungar din 1867, vice-șpanii au preluat oficial responsabilitatea conducerii întregii administrații a comitatelor, dar lorzii-locotenenții prezidau cele mai importante organe de reprezentare sau de supraveghere ale județelor. Ambele birouri au fost desființate odată cu introducerea sistemului sovietic de administrație locală în Ungaria în 1950.

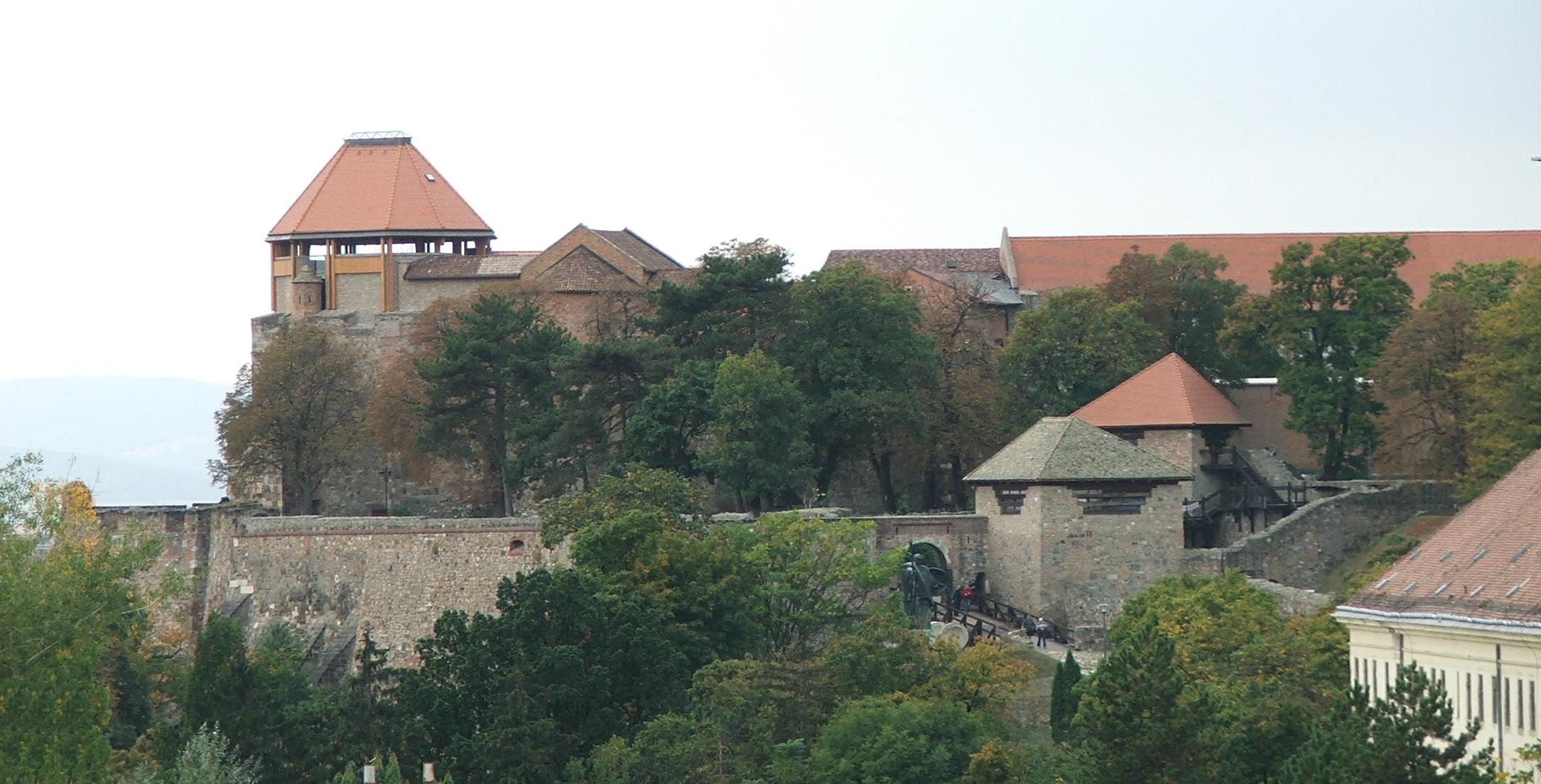
Castelul din Esztergom